# Miss Distrito de Columbia USA
Miss District of Columbia USA es el certamen que selecciona a la representante del Distrito de Columbia en el certamen de Miss USA. Cuatro representantes del Distrito de Columbia han ganado el título de Miss USA. De esas dos, Deshauna Barber y Kára McCullough ganaron títulos consecutivos de Miss USA en 2016 y 2017. La ubicación más reciente fue Faith Porter en 2022, ubicándose en el Top 16.
El Distrito de Columbia es uno de los que más han tenido éxito en el Miss USA, y es uno de cinco estados en haber ganado dos Miss USA y uno de doce estados en ganar dos veces el premio de Miss Simpatía. Desde 1970-1975 el DC entró cinco veces consecutivas al top 12. Fue roto en 1976, pero volvió a clasificar en 1977.
Dos Miss District of Columbia USAs fueron ex Miss District of Columbia Teen USAs y tres compitieron en el Miss America.
Faith Porter de Bowie, Maryland, fue coronada como Miss District of Columbia USA 2022 el 5 de junio de 2022 en el Renaissance Washington, DC Downtown Hotel en Washington D. C. Representó al Distrito de Columbia en Miss USA 2022, donde terminó en el Top 16.

## Galería de ganadoras

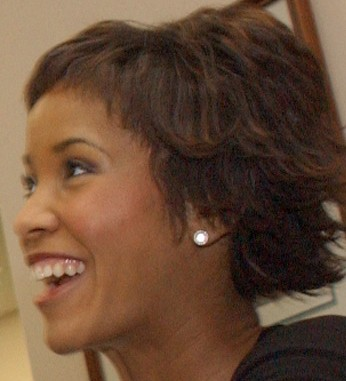
Shauntay Hinton, la segunda Miss District of Columbia USA en ganar el Miss USA (2002).

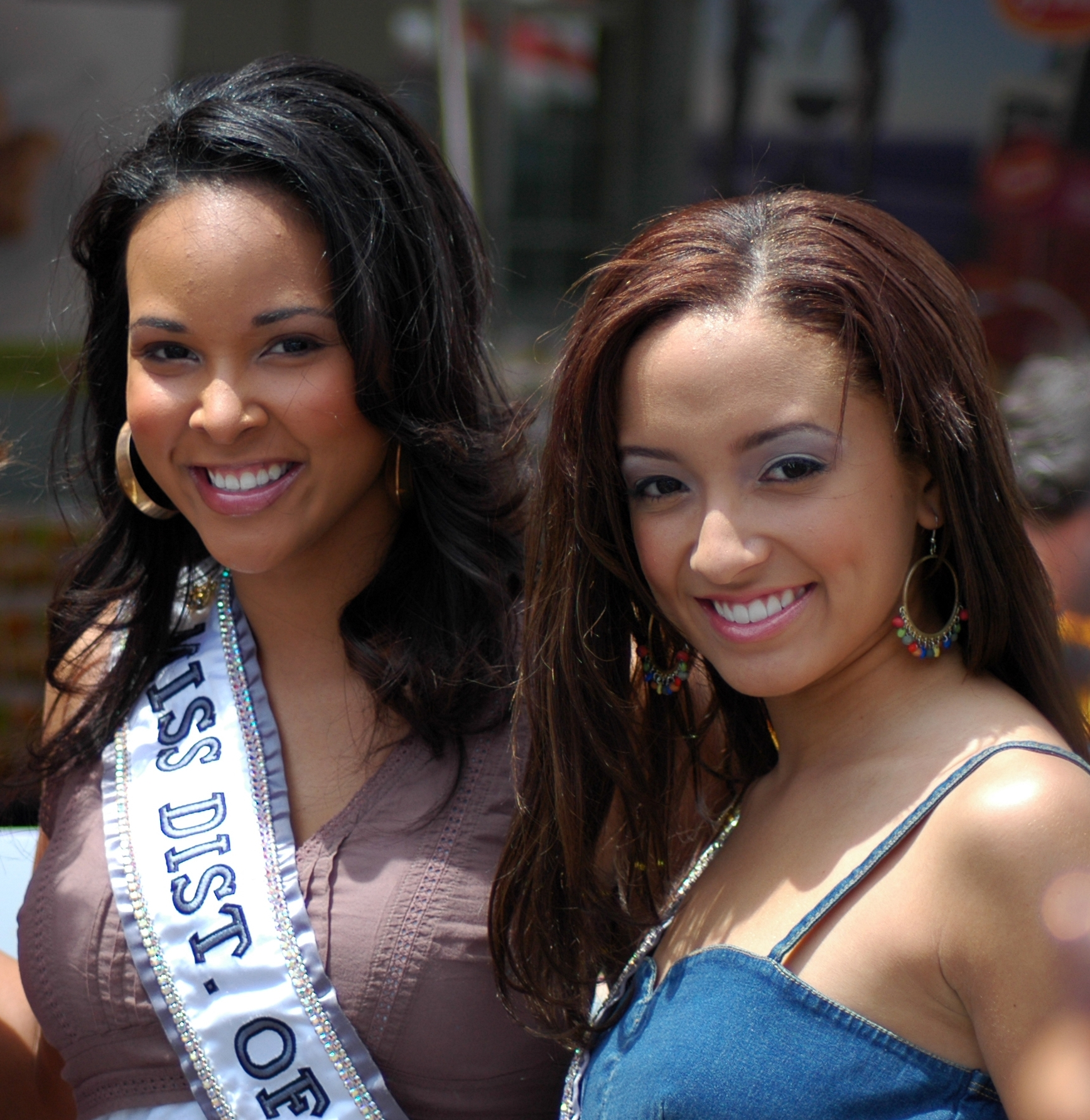
Mercedes Lindsay, Miss District of Columbia USA 2007 y Jasmine Alexis, Miss District of Columbia Teen USA 2007.

## Resumen

### Clasificaciones
- Ganadoras de Miss USA: Bobbie Johanson (1964), Shauntay Hinton (2002), Deshauna Barber (2016), Kára McCullough (2017).
- Primeras finalistas: Michelle Metrinko (1963), Liane Angus (2001).
- Cuartas finalistas: Diana Batts (1965), Steffanee Leaming (1984).
- Top 10/12: Nikki Phillipp (1970), Susan Pluskoski (1971), Janet Gail Greenawalt (1972), Nancy Plachta (1973), Robin Utterback (1974), Mary Lamond (1975), Sharon Sutherland (1977), Catherine Staples (1990), Candace Allen (2006), Cordelia Cranshaw (2019)
- Top 15/16: Laura Farley (1954), Helen Sweeney (1962), Myra Chudy (1967), Sue Counts (1966), Cierra Jackson (2020), Faith Porter (2022)
- Distrito de Columbia tiene un récord de 24 clasificaciones en Miss USA.

### Premios
- Miss Simpatía: Elva Anderson (1988), Napiera Groves (1997).

## Ganadoras
Colores clave
- Declarada como ganadora
- Terminó como finalista
- Terminó como una de las semifinalistas o cuartofinalistas

| Año  | Nombre                   | Ciudad natal     | Edad        | Posición en Miss USA | Premios especiales | Notas |
| ---- | ------------------------ | ---------------- | ----------- | -------------------- | ------------------ | --- |
| 2023 | Por determinar           | Por determinar   |             |                      |                    | |
| 2022 | Faith Porter             | Washington D. C. | 23          | Top 16               |                    | Miss Earth USA Air 2022 |
| 2021 | Sasha Perea              | Washington D. C. | 27          |                      |                    | Anteriormente segunda finalista en Miss Mundo Estados Unidos 2016 |
| 2020 | Cierra Jackson           | Washington D. C. | 27          | Top 16               |                    | Anteriormente Miss Distrito de Columbia 2016 |
| 2019 | Cordelia Cranshaw        | Washington D. C. | 26          | Top 10               |                    | |
| 2018 | Bryce Armstrong          | Washington D. C. | 21          |                      |                    | |
| 2017 | Ryann Richardson         | Washington D. C. | 27          | No compitió          | No compitió        | - Originalmente primera finalista, asumió el título cuando Kára McCullough ganó Miss USA - Se convirtió en Miss Black America 2018 |
| 2017 | Kára McCullough          | Washington D. C. | 25          | Miss USA 2017        |                    | - Nacida en Italia - Top 10 en Miss Universo 2017 |
| 2016 | Jasmine Jones            | Washington D. C. | 27          | No compitió          | No compitió        | Originalmente colocada en las semifinales después de que la primera finalista Kára McCullough se negara a tomar el título (cuando se estaba preparando para el certamen estatal del año siguiente), asumió el título cuando Deshauna Barber ganó Miss USA |
| 2016 | Deshauna Barber          | Washington D. C. | 26          | Miss USA 2016        |                    | - Primera soldado en servicio activo en el momento de la coronación - Miembro de las Fuerzas Armadas de los Estados Unidos - Top 9 en Miss Universo 2016 |
| 2015 | Lizzy Olsen              | Washington D. C. | 25          |                      |                    | |
| 2014 | Ciera Nicole Butts       | Washington D. C. | 23          |                      |                    | - Anteriormente Miss Maryland Estados Unidos 2013 - Ganadora de la serie de telerrealidad de Oxygen Last Squad Standing |
| 2013 | Jessica Frith            | Washington D. C. | 26          |                      |                    | |
| 2012 | Monique Thompkins        | Washington D. C. | 23          |                      |                    | Porrista de los Washington Redskins |
| 2011 | Heather Swann            | Washington D. C. | 22          |                      |                    | |
| 2010 | MacKenzie Green          | Washington D. C. | 21          |                      |                    | |
| 2009 | Nicole White             | Washington D. C. | 20          |                      |                    | Anteriormente Miss District of Columbia Teen USA 2004 |
| 2008 | Chelsey Rodgers          | Washington D. C. | 25          |                      |                    | - Concursante en National Sweetheart 2006 - Actual directora ejecutiva de los concursos de Miss District of Columbia USA |
| 2007 | Mercedes Lindsay         | Washington D. C. | 26          |                      |                    | |
| 2006 | Candace Allen            | Washington D. C. | 22          | Top 10               |                    | |
| 2005 | Sarah-Elizabeth Langford | Washington D. C. | 25          |                      |                    | Anteriormente Miss Distrito de Columbia 2002; concursante y ganadora de Fear Factor en el episodio 5.29 de Miss USA 2005 |
| 2004 | Tiara Dews               | Washington D. C. | 21          |                      |                    | Anteriormente Miss District of Columbia Teen USA 2000, Top 10 en Miss Teen USA 2000 |
| 2003 | Michelle Dollie Wright   | Washington D. C. | 26          |                      |                    | Anteriormente Miss District of Columbia Teen USA 1995 |
| 2002 | Diahann Adair Doyen      | Washington D. C. | 23          | No compitió          | No compitió        | Originalmente primera finalista; asumió el título cuando Shauntay Hinton ganó Miss USA |
| 2002 | Shauntay Hinton          | Washington D. C. | 23          | Miss USA 2002        |                    | No clasificó en Miss Universo 2002 |
| 2001 | Liane Angus              | Washington D. C. | 24          | Primera finalista    |                    | |
| 2000 | Juel April Casamayor     | Washington D. C. | 18          |                      |                    | Porrista de los Washington Redskins |
| 1999 | Amy Alderson             | Washington D. C. | 27          |                      |                    | Hermana de Miss Tennessee Teen USA 1994, Top 6 en Miss Teen USA 1994 y Miss Tennessee USA 2002, Allison Alderson |
| 1998 | Zanice Lyles             | Washington D. C. | 24          |                      |                    | |
| 1997 | Napiera Groves           | Washington D. C. | 21          |                      | Miss Simpatía      | |
| 1996 | La Chanda Jenkins        | Washington D. C. | 19          |                      |                    | |
| 1995 | Marci Andrews            | Washington D. C. | 27          |                      |                    | |
| 1994 | Angela McGlowan          | Washington D. C. | 25          |                      |                    | |
| 1993 | Alena Neves              | Washington D. C. | 18          |                      |                    | |
| 1992 | Wanda Jones              | Washington D. C. | 20          |                      |                    | |
| 1991 | Lakecia Smith            | Washington D. C. | 27          |                      |                    | |
| 1990 | Catherine Staples        | Washington D. C. | 23          | Top 12               |                    | |
| 1989 | Somaly Susan Sieng       | Washington D. C. | 24          |                      |                    | |
| 1988 | Elva Anderson            | Washington D. C. | 27          |                      | Miss Simpatía      | |
| 1987 | Edwina Richard           | Washington D. C. | 18          |                      |                    | |
| 1986 | Desiree Keating          | Washington D. C. |             |                      |                    | Anteriormente Miss Distrito de Columbia 1984 |
| 1985 | Christal Chacon          | Washington D. C. |             |                      |                    | |
| 1984 | Steffanee Leaming        | Washington D. C. | 21          | Cuarta finalista     |                    | |
| 1983 | Julie Anne Warner        | Washington D. C. |             |                      |                    | |
| 1982 | Lori Esteep              | Washington D. C. |             |                      |                    | |
| 1981 | Belinda Johnson          | Washington D. C. |             |                      |                    | |
| 1980 | Marianne Ritter          | Washington D. C. | 18          |                      |                    | |
| 1979 | Cynthia Ramsay           | Washington D. C. | 19          |                      |                    | |
| 1978 | Wanda Clineman           | Washington D. C. | 23          |                      |                    | |
| 1977 | Sharon Sutherland        | Washington D. C. | 21          | Top 12               |                    | |
| 1976 | Nancy Stitt              | Washington D. C. | 20          |                      |                    | Nancy Sitt compitió en Miss USA, pero Mary Theresa Clair figura como Miss DC USA 1976 en el sitio web de Miss DC USA. |
| 1975 | Mary Lamond              | Washington D. C. | 19          | Top 12               |                    | |
| 1974 | Robin Lee Utterback      | Washington D. C. | 22          | Top 12               |                    | |
| 1973 | Nancy Plachta            | Washington D. C. | 22          | Top 12               |                    | |
| 1972 | Janet Gail Greenawalt    | Washington D. C. | 18          | Top 12               |                    | |
| 1971 | Sue Lowden               | Washington D. C. | 19          | Top 12               |                    | Más tarde Miss Nueva Jersey 1973 como Suzanne Plummer, segunda finalista de Miss America 1974 |
| 1970 | Nikki Phillips           | Washington D. C. | 22          | Top 15               |                    | |
| 1969 | Shelley Gosman           | Washington D. C. |             |                      |                    | |
| 1968 | Diane Mothershead        | Washington D. C. | 23          |                      |                    | Anteriormente semifinalista en Miss Mundo Estados Unidos 1967 |
| 1967 | Myra Chudy               | Washington D. C. | 20          | Top 15               |                    | |
| 1966 | Sue Counts               | Washington D. C. | 19          | Top 15               |                    | |
| 1965 | Dianna Lynn Batts        | Washington D. C. |             | Cuarta finalista     |                    | Modelo en The Price Is Right, luego Miss USA World 1965 y 1.ª finalista en Miss Mundo 1965 |
| 1964 | Bobbi Johnson            | Washington D. C. | 19          | Miss USA 1964        |                    | Top 15 en Miss Universo 1964 |
| 1963 | Michele Metrinko         | Washington D. C. |             | Primera finalista    |                    | Más tarde ganó los concursos Miss New York City World 1963 y Miss USA World 1963, y se ubicó en el Top 15 de semifinalistas de Miss Mundo 1963. Su hermana Marsha Metrinko también compitió en Miss USA 1963 como Miss Maryland y en Miss America 1963 como Miss New York City. Candidata a la nominación republicana en las elecciones a la Cámara de Representantes de EE. UU. de 2010 en Delaware para el distrito congresional general de Delaware bajo su nombre de casada Michele Rollins. |
| 1962 | Helen Sweeney            | Washington D. C. | 20          | Top 16               |                    | |
| 1961 | Patricia Brunette        |                  |             |                      |                    | |
| 1960 | Doris Lee Jones          |                  |             |                      |                    | |
| 1959 | Shirley Ann Hobbs        |                  |             |                      |                    | |
| 1958 | Peggy Wolf               |                  |             |                      |                    | |
| 1957 | No compitió              | No compitió      | No compitió | No compitió          | No compitió        | No compitió |
| 1956 | Joanne Holler            |                  |             |                      |                    | |
| 1955 | No compitió              | No compitió      | No compitió | No compitió          | No compitió        | No compitió |
| 1954 | Laura Farley             | Washington D. C. | 21          | Top 19               |                    | |
| 1953 | No compitió              | No compitió      | No compitió | No compitió          | No compitió        | No compitió |
| 1952 | No compitió              | No compitió      | No compitió | No compitió          | No compitió        | No compitió |